# Никола-Пустынь
Никола-Пустынь, (Николо-пустынь, Никольское-на-Сендеге) — упразднённое село в Судиславском районе Костромской области. Сохранились  руины Никольской церкви.

## География
Урочище расположено на реке Сендега в 23 км от Судиславля.

## История
Известно, что церковь, с престолами Рождества Пресвятой Богородицы, Николая Чудотворца в стиле барокко, построена в селении в начале XIX века (между 1800 и 1825 годом). На карте Шуберта 1826 года обозначены погост Никольский и деревня Никольская. 

## Население
На 1859 год в селении Никольский (Пустыня) погост Кинешемского уезда Костромской губернии числилось 23 жителей в 10 дворах.По переписи 1897 года в селении было 45 жителей (22 мужчины и 23 женщины), а на 1907 год в Никола Пустыни Колшевской волости Кинешемского уезда записано 2 двора и 12 душ обоего пола.